# Kaffeklubben Ø
Die Kaffeklubben Ø (grönländisch Inuit Qeqertaat) ist eine grönländische Insel im Nordost-Grönland-Nationalpark. Sie wird allgemein als die nördlichste Insel der Erde angesehen.

## Geografie
Die Insel liegt auf 83° 39′ 43″ nördlicher Breite, 37 km östlich von Kap Morris Jesup in der Wandelsee. Sie ist 825 m lang und 270 m breit.

## Geschichte
Nach der Expedition von Robert Edwin Peary, bei der er 1900 Kap Morris Jesup entdeckt hatte, glaubte man, dass das Kap die nördlichste Landfläche Grönlands bzw. der Erde sei. Peary hatte laut seinen Aufzeichnungen zudem eine Insel gesehen, die er nach seiner Tochter Marie Island nannte. Da er sie nicht auf seiner Karte verzeichnete, geriet sie jedoch in Vergessenheit.
Auf der Jubiläumsexpedition 1921 sah Lauge Koch die Insel östlich von Kap Morris Jesup. Er benannte sie 1932 nach dem informellen Kaffeeklub im Museum für Mineralogie in Kopenhagen, wo Koch von 1923 bis 1931 arbeitete.
Erst am 6. Juli 1960 wurde die Insel von den Geologen William Davies und Daniel Krinsley sowie Eigil Knuth und zwei Hubschrauberpiloten erstmals betreten. Während Davies, Krinsley und Knuth Steine und Fossilien untersuchten, baute die Hubschraubercrew einen Inussuk mit einer Notiz, die bei einer Expedition exakt 43 Jahre später am 6. Juli 2003 gefunden wurde.
1969 errechnete ein kanadisch-US-amerikanisches Expeditionsteam, dass die Nordspitze der Insel 750 m weiter nördlich liegt als Kap Morris Jesup und deshalb das am weitesten nördlich gelegene feste Land darstellt. Tatsächlich ist die Kaffeklubben Ø mit ihrer Lage auf 83° 39′ 43″ nördlicher Breite dem Nordpol um 0° 2′ 4″ – dies entspricht einer Entfernung von 3,80 km – näher als Kap Morris Jesup (83° 37′ 39″ nördlicher Breite). Die Entfernung der Insel zum Nordpol beträgt demnach 705,58 km.

1978 entdeckte man nördlich der Insel eine Kiesbank, die den Namen Oodaaq Ø (grönländisch Oodaap Qeqertaa) erhielt. Später tauchten weitere Kiesbänke auf, die aber auch wieder verschwanden, da solche Sand- und Kiesbänke in der Regel wenig dauerhaft sind, vom Treibeis überlagert oder vom Meer überspült werden. Somit kann weiterhin die Kaffeklubben Ø als nördlichste Insel der Erde angesehen werden.
1991 wurde die Insel von den Grönländern Peter „Piitaaraq“ Brandt, Kaaleeraq Bech und Johan Brandt besucht. Anlässlich des 100. Geburtstags von Lauge Koch versahen sie sie mit einem grönländischen Namen, was in den unbewohnten Gebieten Nordostgrönlands eigentlich unüblich ist. Der Name Inuit Qeqertaat bedeutet „Insel der Menschen“ und wurde 1993 offiziell anerkannt.